# Leptosomatum breviceps
Leptosomatum breviceps är en rundmaskart som beskrevs av Platonova 1967. Leptosomatum breviceps ingår i släktet Leptosomatum, och familjen Leptosomatidae. Inga underarter finns listade.